# Camellia liberofilamenta
Camellia liberofilamenta là một loài thực vật có hoa trong họ Theaceae. Loài này được Hung T.Chang & C.H.Yang mô tả khoa học đầu tiên năm 1997.